# Dina Mangabeira
 (juillet 2025).
Dina Mangabeira (née le 20 août 1923 à Bocaiúva, et morte le 11 février 2000 à Belo Horizonte) est une poétesse, professeure et critique littéraire brésilienne.

## Biographie
Dina Mangabeira est née dans une ferme appelée « Morro Agudo », dans une famille traditionnelle du Nord de l'État du Minas Gerais. Le nom de plume « Mangabeira » vient du côté paternel : son grand-père cultivait et industrialisait le latex du fruit de la mangabeira (Hancornia speciosa (en)), qu’il vendait aux usines de caoutchouc.
Sa famille s’installe à Montes Claros alors qu’elle n’a que deux ans. Elle y poursuit ses études et devient institutrice diplômée en 1943. Entre 1945 et 1948, elle enseigne à l’Instituto Norte Mineiro de Educação. En 1946, elle épouse Ailton Rosa Rezende, employé de banque, et quitte l’enseignement en 1948 pour se consacrer à sa famille. Le couple aura quatre enfants.
Elle vit à Montes Claros jusqu'aux années 1970, puis déménage à Belo Horizonte à la suite de la mutation professionnelle de son mari. Elle y s’engage dans des activités sociales et littéraires, notamment auprès de l’Archiconfrérie des Mères Chrétiennes. Elle est membre de plusieurs académies littéraires :
- Académie Féminine des Lettres du Minas Gerais (AFEMIL), titulaire du siège nº 19 ;
- Académie Municipaliste de Lettres du Minas Gerais (AMULMIG), représentant Montes Claros ;
- Académie de Lettres de Montes Claros ;
- Académie des Sciences et Lettres de Conselheiro Lafaiete ;
- Union Brésilienne des Trobadores (UBT), section de Belo Horizonte.

Elle commence à publier dans les journaux locaux au début des années 1980. Son premier ouvrage, No Palco Real da Vida (1986), réunit des contes et chroniques. En 1990, elle publie À Sombra do Passado, une compilation de poèmes. En 1994, elle est décorée de la Médaille Santos Dumont par le gouverneur Hélio Garcia.
À la fin des années 1990, elle rédige un troisième livre mais n’a pas le temps de le publier en raison de graves problèmes de santé. Elle meurt d’un cancer en 2000 à Belo Horizonte.
En 2025, ses écrits sont retrouvés et publiés à titre posthume par sa famille sous le titre A Lógica da Minha Saudade. L’ouvrage rassemble ses derniers poèmes et chroniques, avec un prologue reconstitué à partir de manuscrits et un épilogue signé par son époux.

## Œuvres
- No Palco Real da Vida (1986) – contes et chroniques
- À Sombra do Passado (1990) – poésie
- A Lógica da Minha Saudade (2025, posthume) – poésie et prose